# Toyisme
Het toyisme is een internationale kunstbeweging. De kunstenaars treden naar buiten als collectief met uiteenlopende hedendaagse kunst. Het werd in 1992 opgericht in Emmen, Nederland. De kunstenaarsgroep die in deze kunstbeweging actief is, wisselde in de loop der jaren van samenstelling en inmiddels zijn wereldwijd tientallen kunstenaars aan het collectief verbonden.
De kunstenaarsbeweging is verantwoordelijk voor het grootste kunstwerk van Nederland, de Stip in Emmen, en van IJsland, de watertoren Uppspretta in Keflavík. Tot 2021 telde het oeuvre van de toyisten meer dan 800 werken die variëren van schilderijen tot sculpturen en ruimtelijke objecten.

## Kunstbeweging
Het woord toyisme bestaat uit twee onderdelen. De letterlijke vertaling van de eerste lettergreep is speelgoed. Het achtervoegsel -isme refereert aan brede bewegingen of stromingen zoals die in de kunstwereld of in religie bestaan.
Aan de basis van de kunstwerken liggen veelal eigenzinnige en eigentijdse filosofieën en inzichten, die verbeeld worden in een herkenbare wereld die daarentegen vreemd aandoet. Een anekdote is de rode lijn door een kunstwerk.
In het manifest, notarieel vastgelegd op 5 september 1992, wordt de dominantie van het individualisme in de kunst gehekeld. Als reactie op het individualisme is het doel van het toyisme sindsdien om de kunst opnieuw centraal te stellen en niet de kunstenaar. Dit wordt bijvoorbeeld tot uiting gebracht door het dragen van gezichtsmaskers en het werken onder een pseudoniem.

Toyisten Maskers
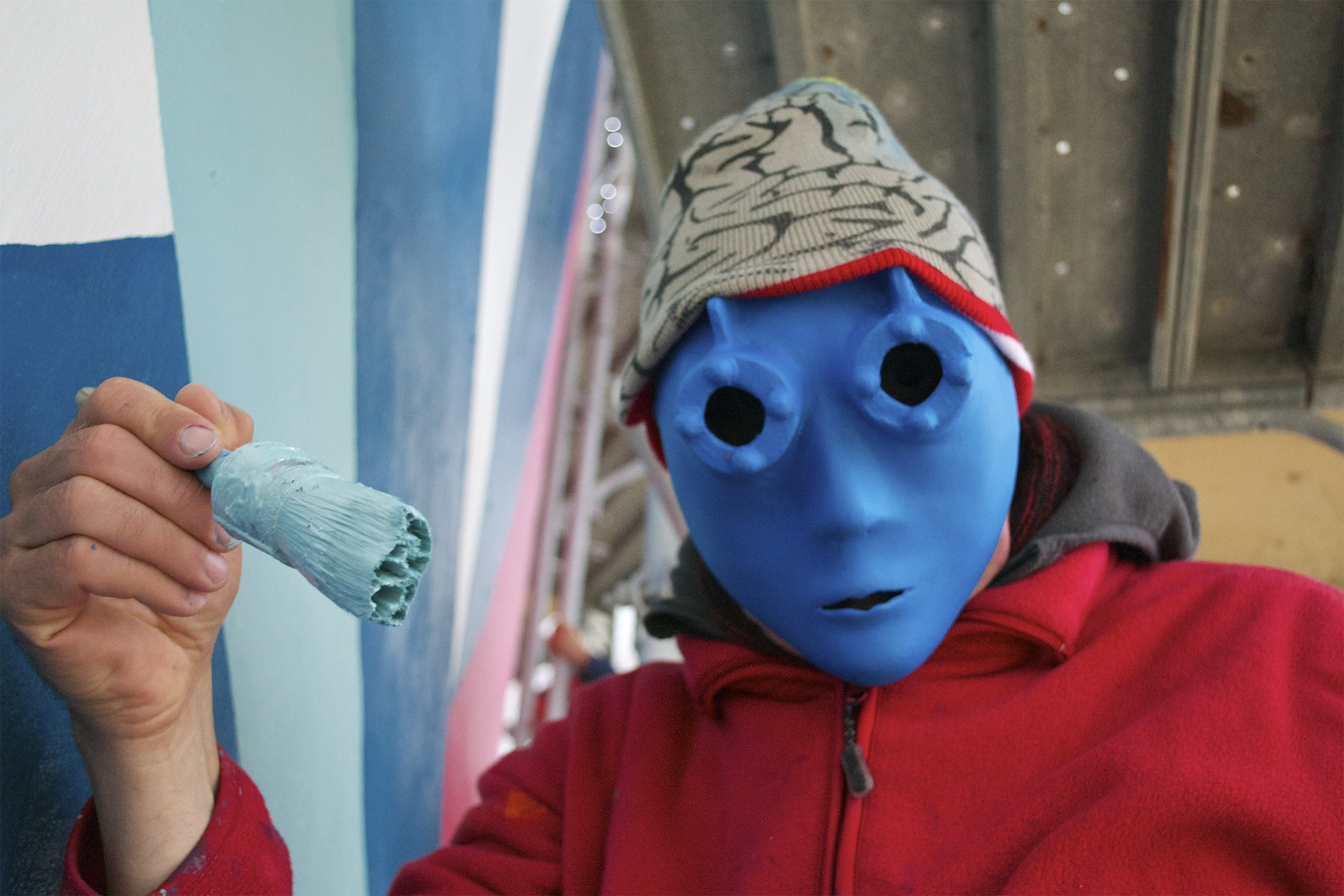
Dejo
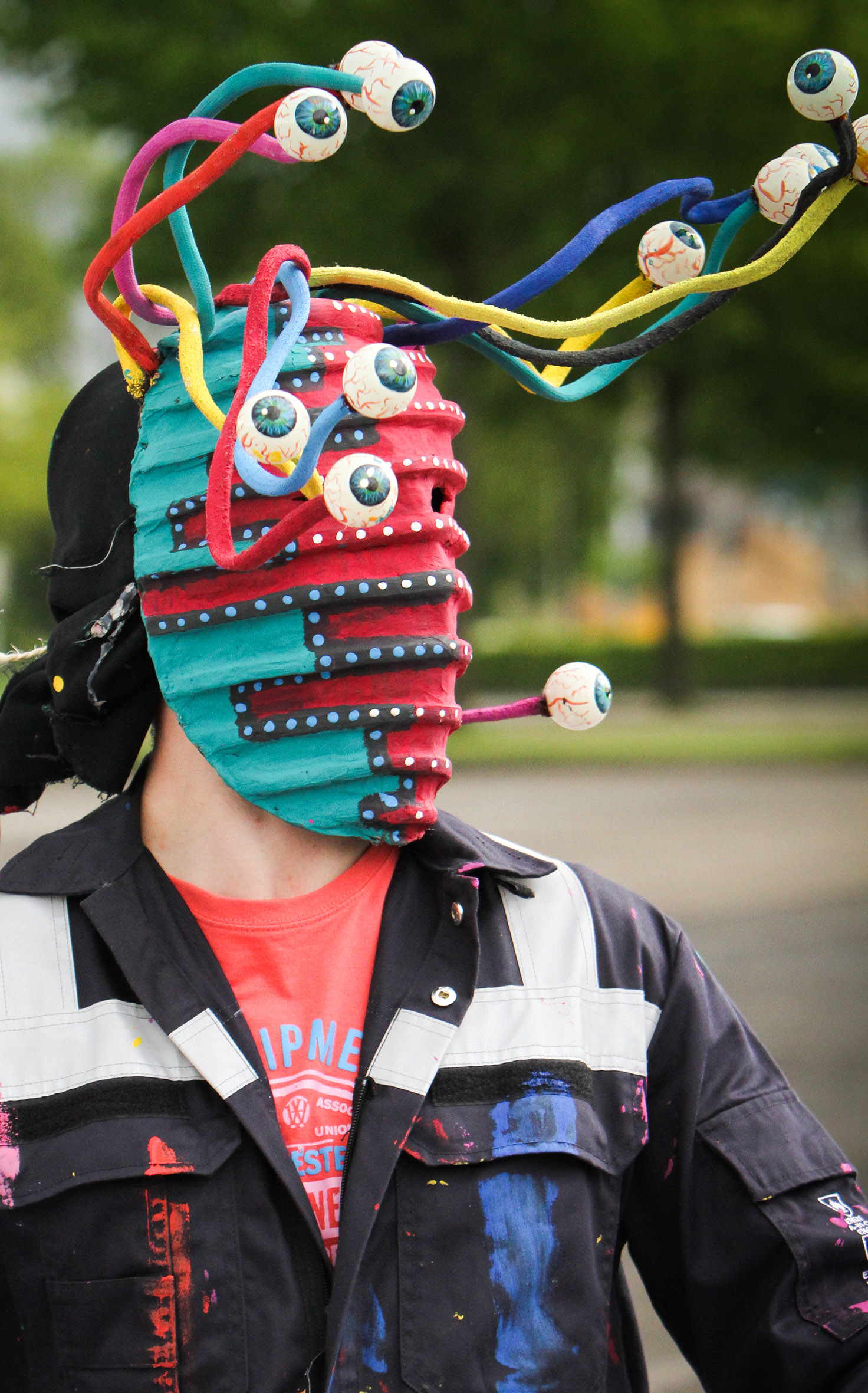
Gihili
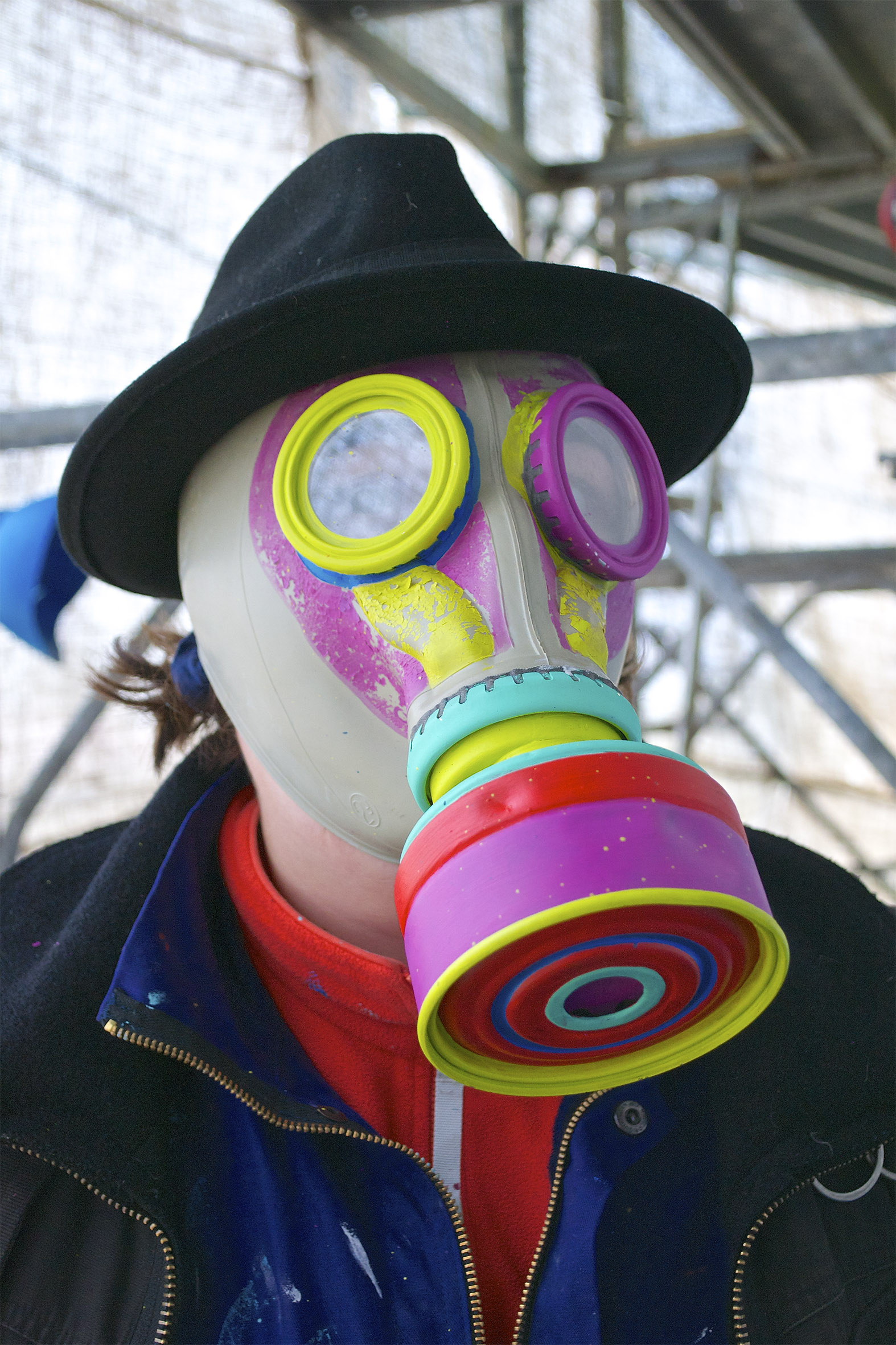
Qooimee
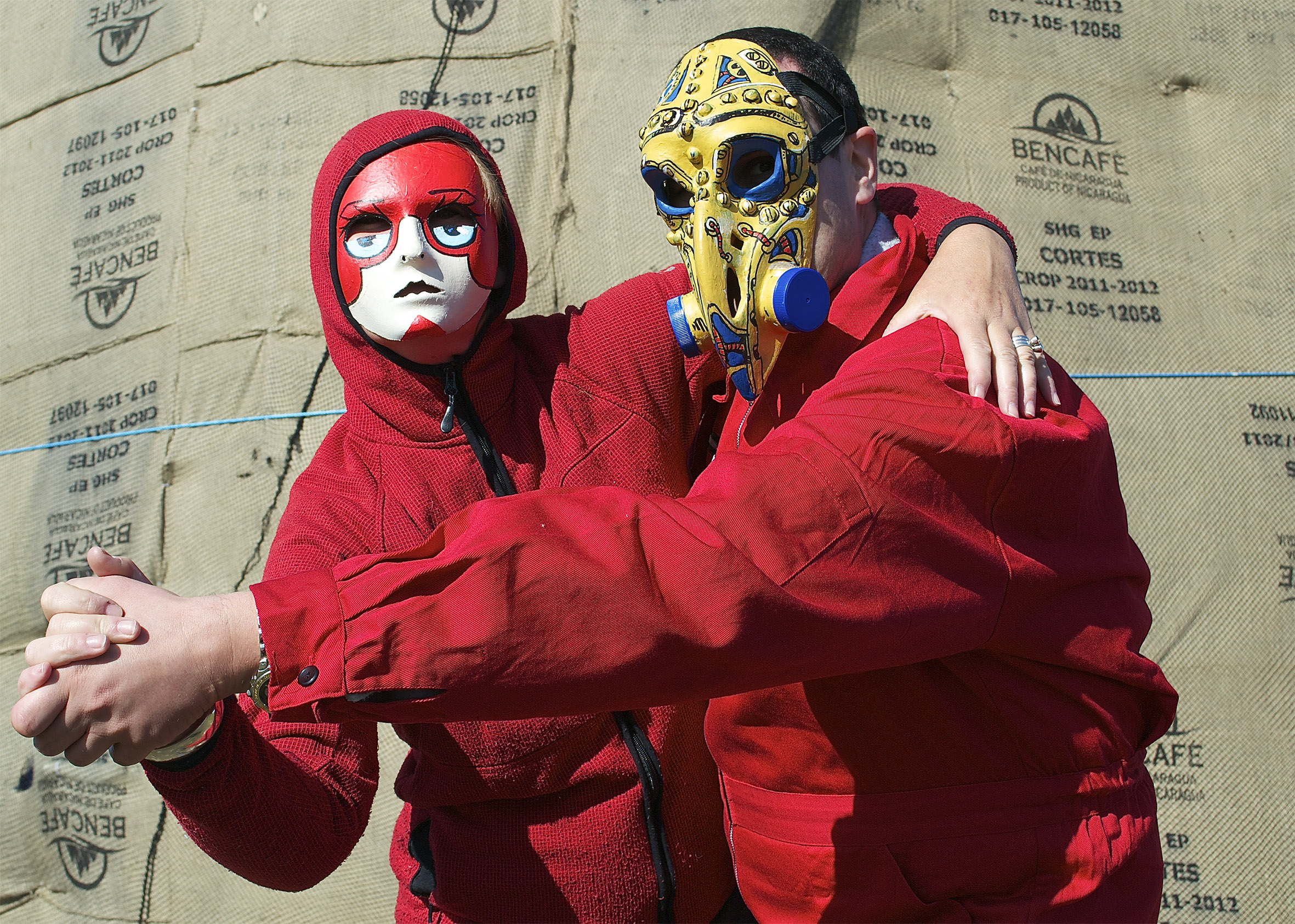
Bliissem en Hribso
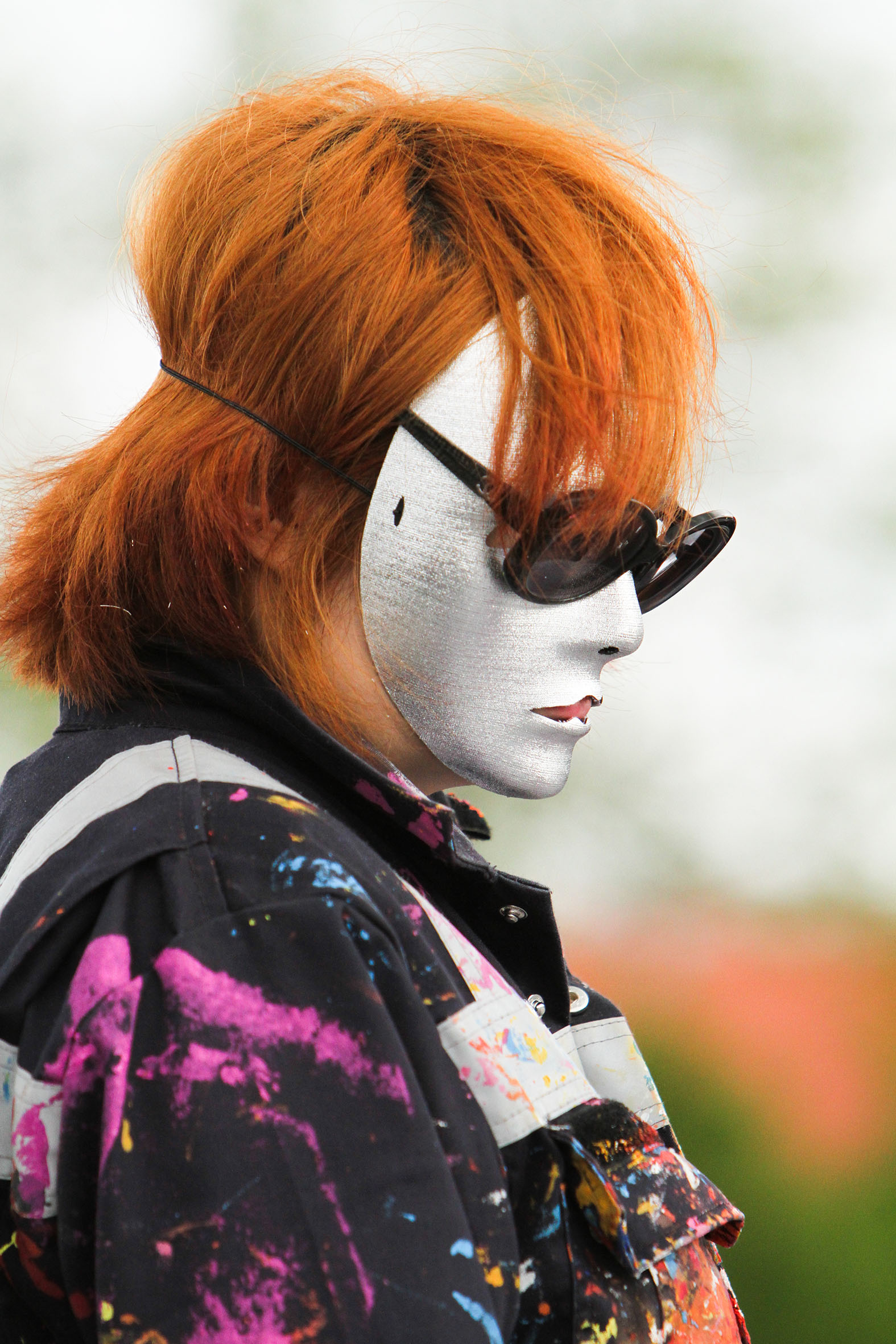
Lodieteb

Op zoek naar kunsthistorische kaders waarbinnen het werk en het gedachtegoed van de toyisten geplaatst kan worden zijn verwijzingen naar de popart ... Keith Haring en graffiti ... onontkoombaar. ... De geestverwantschap met toonaangevende vertegenwoordigers van die beweging is groot. Een van de meest in het oog springende overeenkomsten is het gebruik van pseudoniemen. Ook de bewuste keuze voor anonimiteit, ontindividualisering, de voorkeur voor een guerrilla-achtige aanpak, voorliefde voor de openbare ruimte als podium en een anti-establishment mentaliteit verbindt de toyisten met graffitikunstenaars.— Kunstrecensent W. van der Beek, in: Toyism behind the mask, 2012

## Geschiedenis
De stijl van het toyisme is op te delen in twee periodes. De eerste periode liep van 1992 tot 2000, de tweede periode van 2002 tot heden. Beide periodes lopen zowel artistiek als persoonlijk geheel uiteen.

### 1992-2000

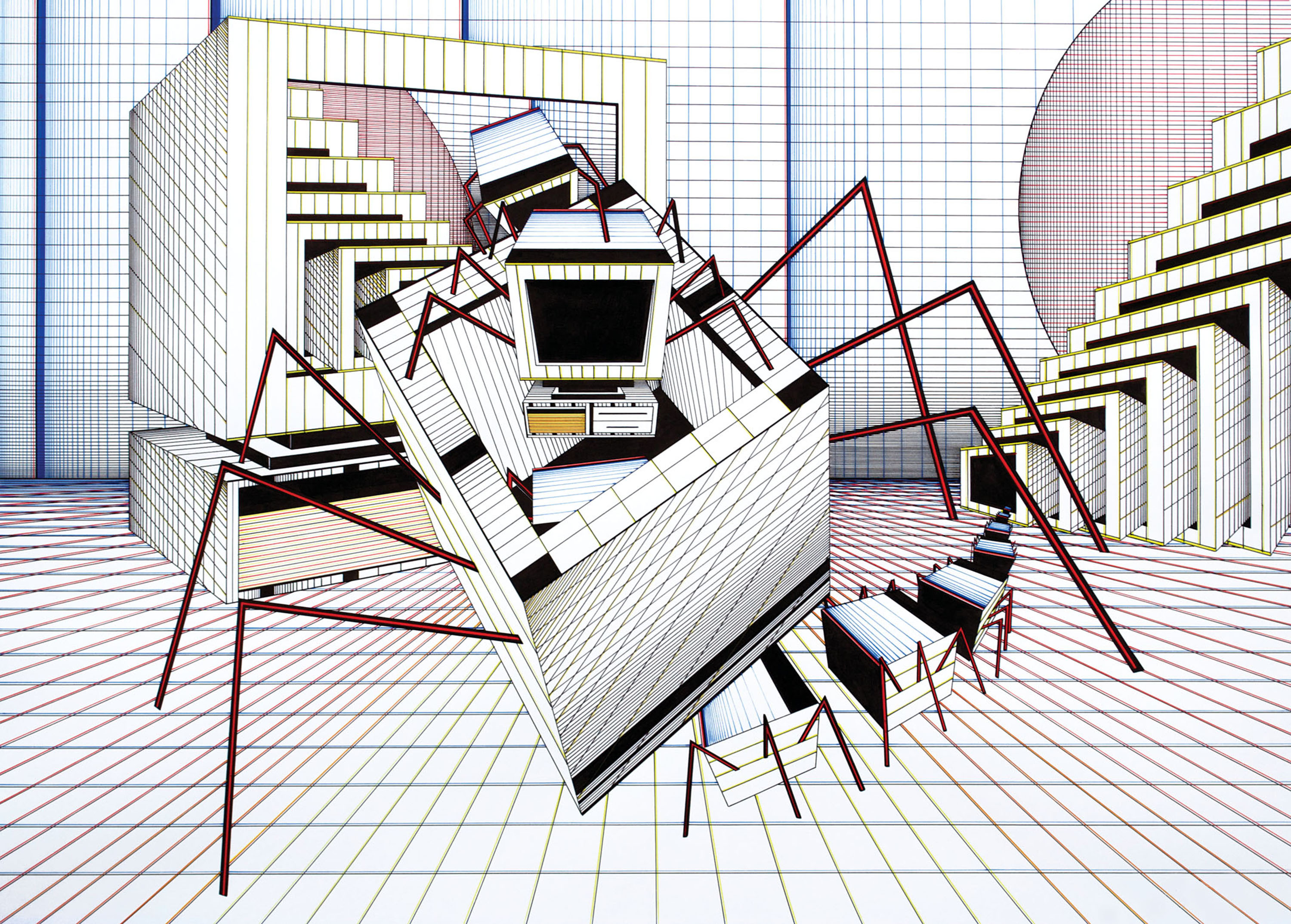
Ontsnapping van computerspinnen, door Dejo, 1990

De naam toyisme ontstond in 1990 toen Dejo (pseudoniem) een grafisch werk maakte met de titel “Ontsnapping van computerspinnen”. Het was dit werk en later meer gelijksoortige werken die aan de wieg stonden van de stijl aan het begin van de jaren negentig. Het duurde echter nog twee jaar voordat dit uitmondde in een manifest.
Dejo is ook de schrijver van dit manifest dat de naam Moeder draagt. Hij schreef het op 5 september 1992 en na een maand sloten twee andere kunstschilders uit Emmen zich bij de beweging aan. Het eerste werk werd vertoond op 24 februari 1993 in het Veenpark. Een jaar na de oprichting werd werk tentoongesteld in New York. In de beginfase werd in elk werk een symbool van de drie kunstenaars verwerkt.
Aan de basis van de kunstrichting ligt een figuratieve stijl die aanvankelijk vooral geïnspireerd was op het computerspel Super Mario en de spelcomputer Nintendo.
De wolken op de achtergrond van dit spel en de computer waren inspiratiebronnen en zijn direct terug te herleiden als kenmerkende symbolen van de stijl van het toyisme destijds. Zo werd eerst vooral nog simpele kunst voortgebracht met beeldelementen die zich herhaalden zoals de spaceshuttle en de computer.

### Sinds 2002

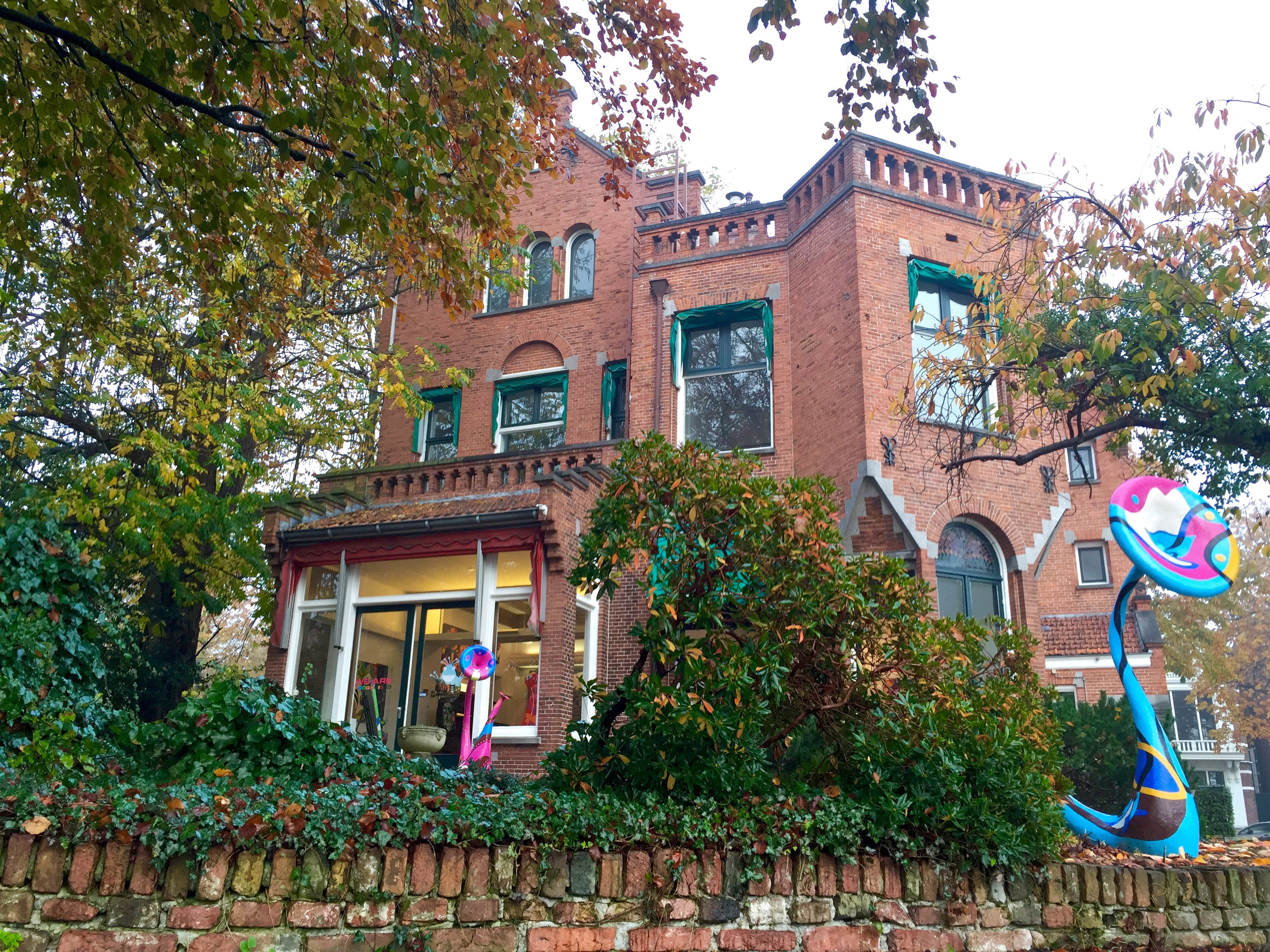
Voormalig hoofdkwartier (tot juni 2017) van de toyisten: Villa Heymans in Groningen, een ontwerp van Berlage uit 1894

Dejo gaf het toyisme verder vorm en herschreef het manifest in 2001 geheel. Hierdoor werden de beperkingen van de steeds terugkerende symbolen afgeworpen. Niettemin is de figuratieve stijl nog steeds leidend. Verder is er sprake van strakke afgebakende vlakken en lijnen en het gebruik van felle kleuren.
Er sloten zich kunstenaars uit Nederland en een reeks andere landen aan, uit onder meer België, Duitsland, Italië, IJsland, Roemenië, de Verenigde Staten, Canada, Mexico, Peru, Zuid-Afrika, Australië, Thailand, Maleisië en China. Alle kunstenaars werken onder een pseudoniem en het maximum aantal leden van de groep ligt vast op 26: elk pseudoniem begint met een andere letter uit het alfabet.
Inmiddels telt het oeuvre van de toyisten 800 werken die variëren van schilderijen tot sculpturen en ruimtelijke objecten.
Tot 2015 hadden de toyisten een permanente en wisselende expositie in de Toyisme Studio in Emmen. In datzelfde jaar hebben zij hun hoofdkwartier verhuisd naar Groningen. De galerie was voor twee jaar gevestigd in Villa Heymans, naast het Groninger Museum. Vanaf 2017 was de studio gevestigd op het terrein van de KLM Flight Academy naast Groningen Airport Eelde. Sinds juni 2020 is de kunstbeweging gevestigd in paviljoen Vredestein, ontworpen door architect Gerhardus Hoekzema, in Zuidlaren.

## Filosofie
Toen het manifest door Dejo werd herschreven, kreeg het toyisme een nieuwe visie en een ander gedachtegoed. Aan de basis hiervan stond het egocentrische karakter in de kunst, terwijl in het toyisme het individu ondergeschikt is aan de groep. Daarom dragen zij in de publiciteit altijd een masker en werken zij onder een pseudoniem. Toyisten hebben verschillende culturele achtergronden maar hebben een gelijkgestemde opvatting over hoe het toyisme te interpreteren. Elke toyist kan zich uiten in de stijl zonder eigen waarde en gevoel te verliezen. Door de inbreng van verschillende disciplines ontstaan er nieuwe inzichten en wordt het gezamenlijke gedachtegoed versterkt. Toch blijft elke toyist in de positie om een eigen verhaal te vertellen en te verbeelden. Toyisten werken aan eigen toyistische kunstwerken, maar werken soms ook gezamenlijk aan een kunstwerk. Projecten als De Stip worden altijd met een groep uitgevoerd. Het toyisme is als stijl direct herkenbaar ondanks de diversiteit en onderlinge verschillen tussen de toyisten.

## Expressies

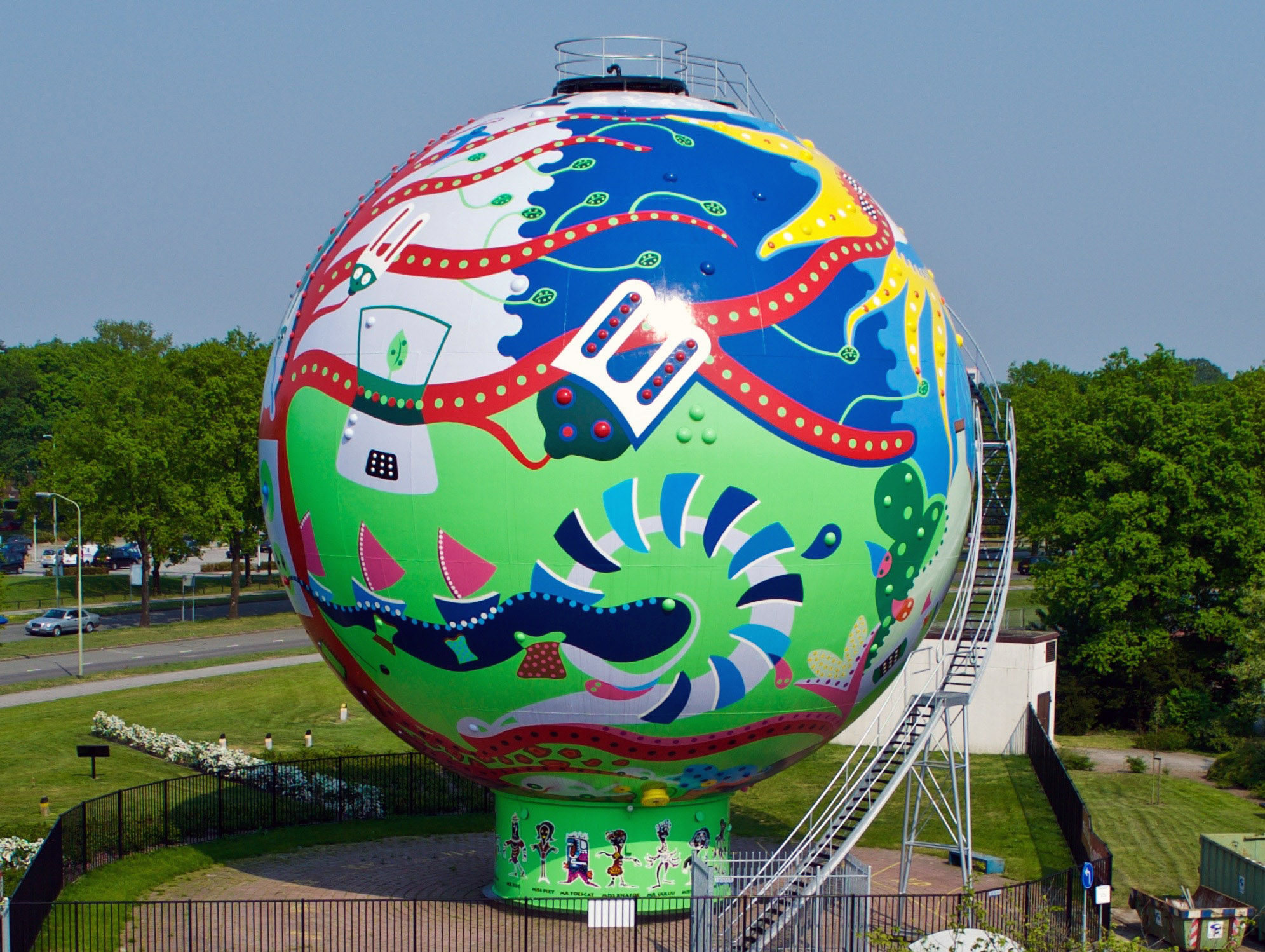
De Stip - Leven met energie aan de Dordsestraat in Emmen

In 2004 opende de vroegere directeur van het Groninger Museum, Frans Haks, een tentoonstelling van de toyisten in Eindhoven. Destijds telde de groep zes leden. In Nederland exposeerden de toyisten daarna in Emmen, Hooghalen, Schiedam, Assen Drents Museum, Den Haag en Amsterdam en buiten Nederland in Peking, Cincinnati, Houston, Miami, Austin, San Antonio, New York, Keflavík en in Taiwan (National Taiwan Museum of Fine Arts).

### Voorbeelden
Voorbeelden van het toyisme zijn:
- De Stip uit 2009, een beschildering van een 22 meter hoge voormalige gasbol in Emmen. De Stip vertelt het verhaal van Leven met energie en is het grootste kunstwerk van Nederland.[1]
- De beschildering van de gevel van Hotel ten Cate in Emmen in 2012, met als thema Dromen als ontbijt. Ook zijn meerdere kamers in het hotel door toyisten geschilderd.[15][16] In 2013 werd er in opdracht van het hotel ook in dezelfde toyistische kleuren van het hotel een Rolls-Royce Silver Spirit geschilderd.[17]

Hotel ten Cate
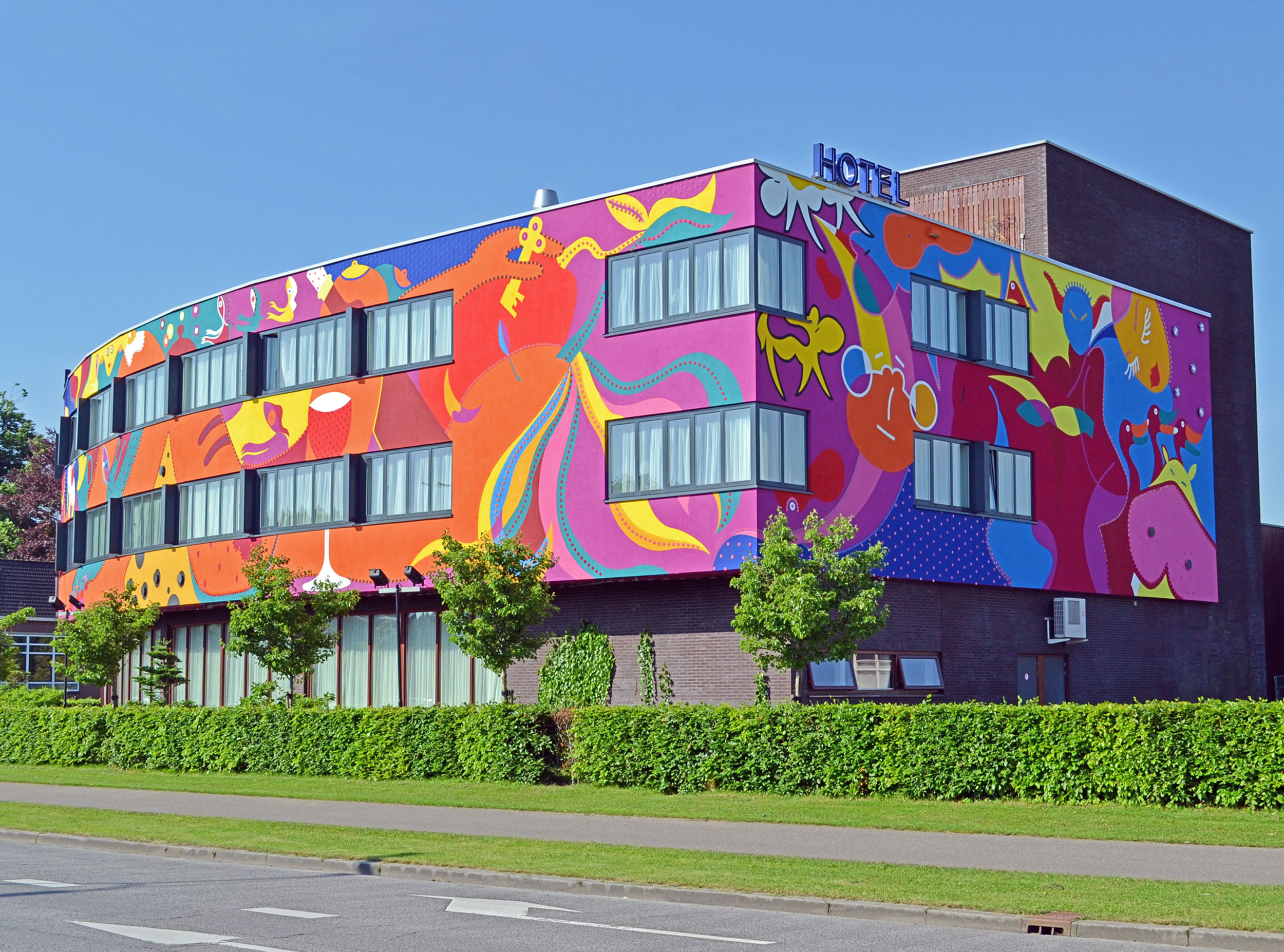
Hotel Ten Cate
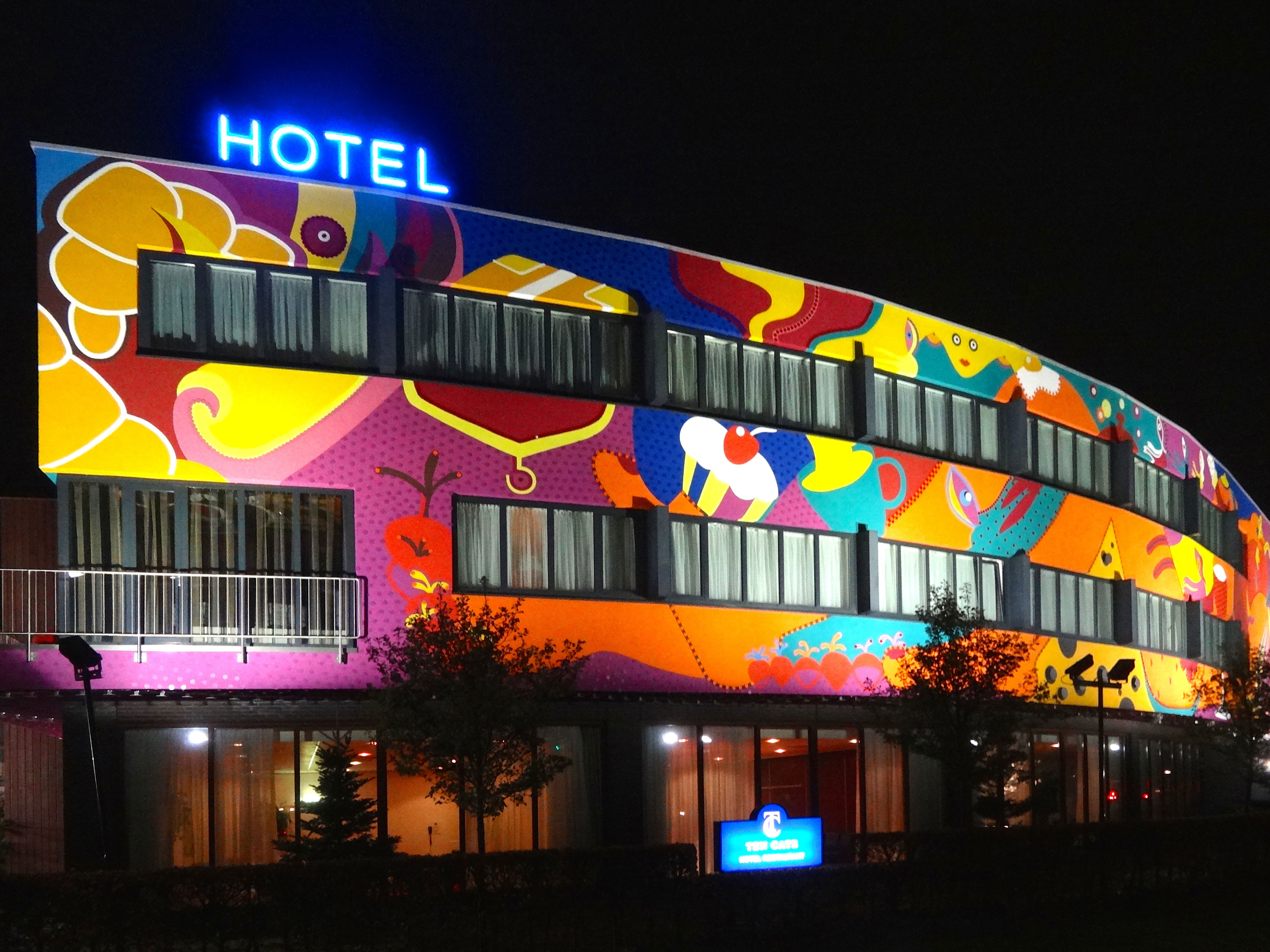
Hotel Ten Cate (bij nacht)
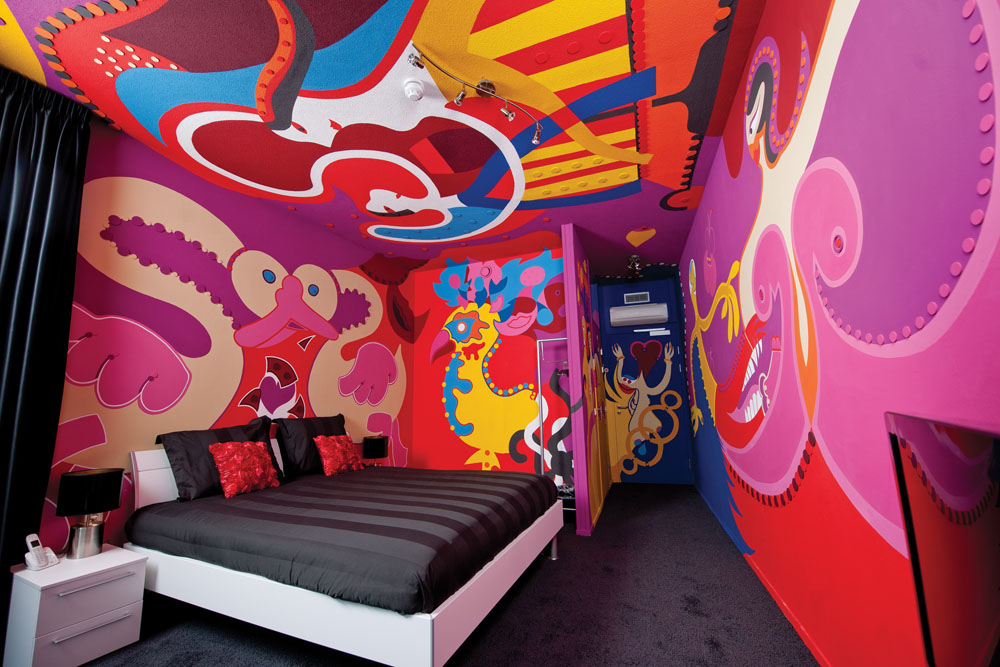
Dance of Love Room

- Uppspretta - In 2013 werd in IJsland een verwaarloosde watertoren in de IJslandse stad Keflavík door de toyisten omgevormd tot een beeldverhaal dat de legende van Uppspretta weergeeft.[18] Het is de grootste muurschildering in IJsland.[3]

Uppspretta
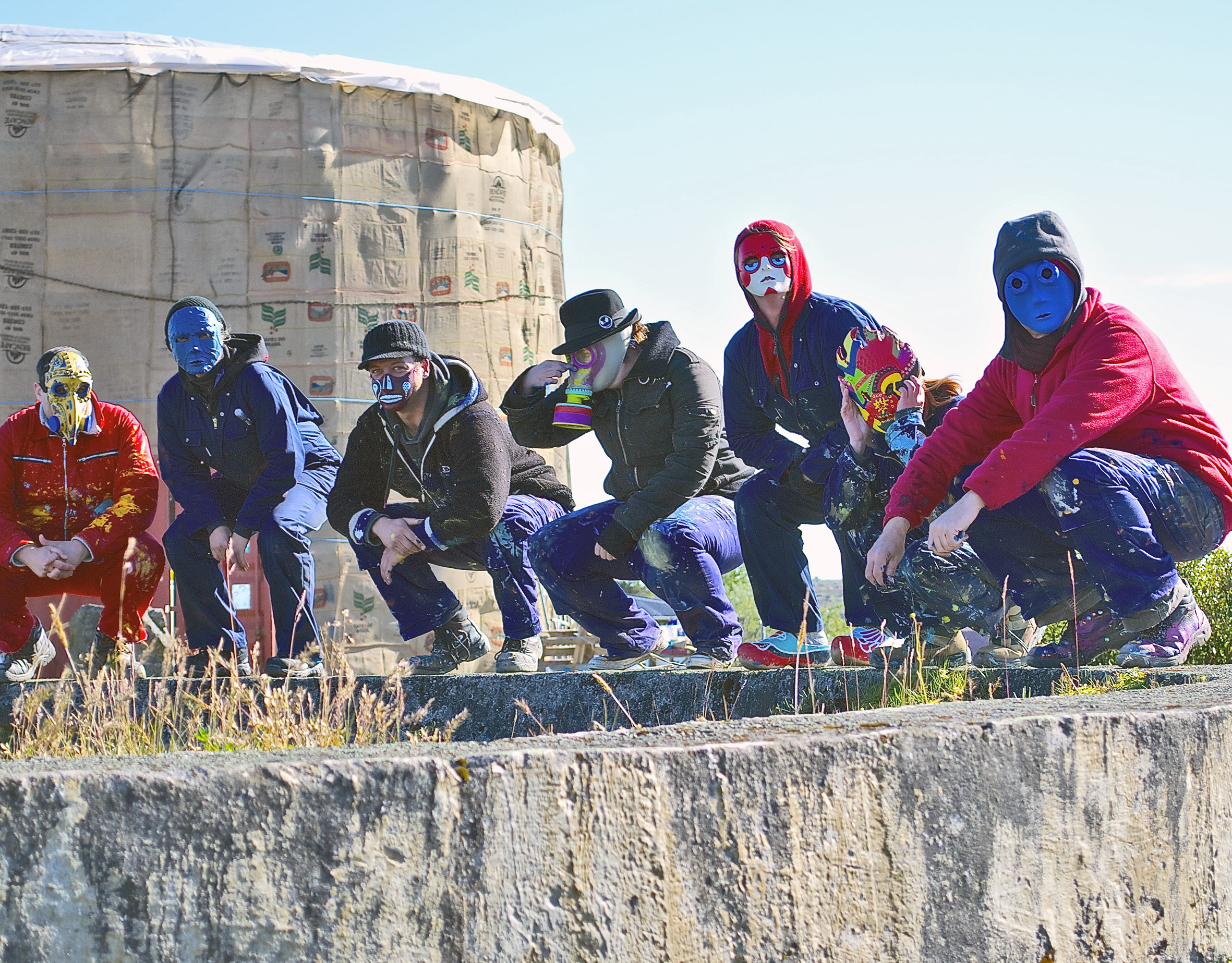
Toyisten bij Uppspretta
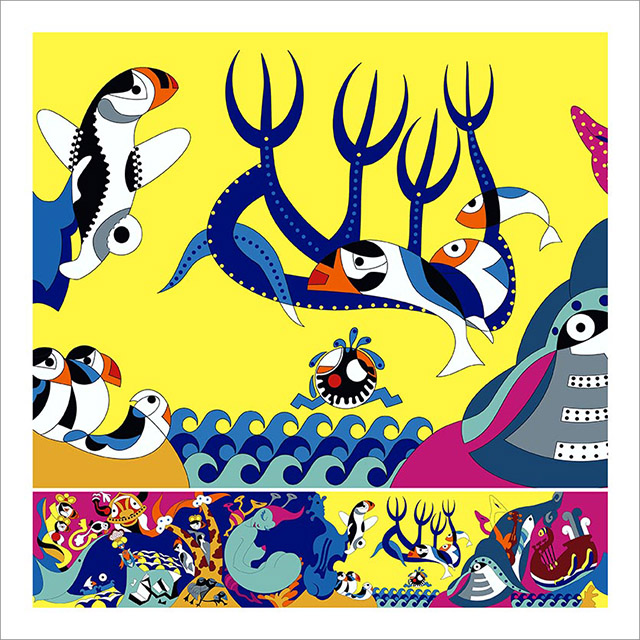
Fragment uit de legende van Uppspretta
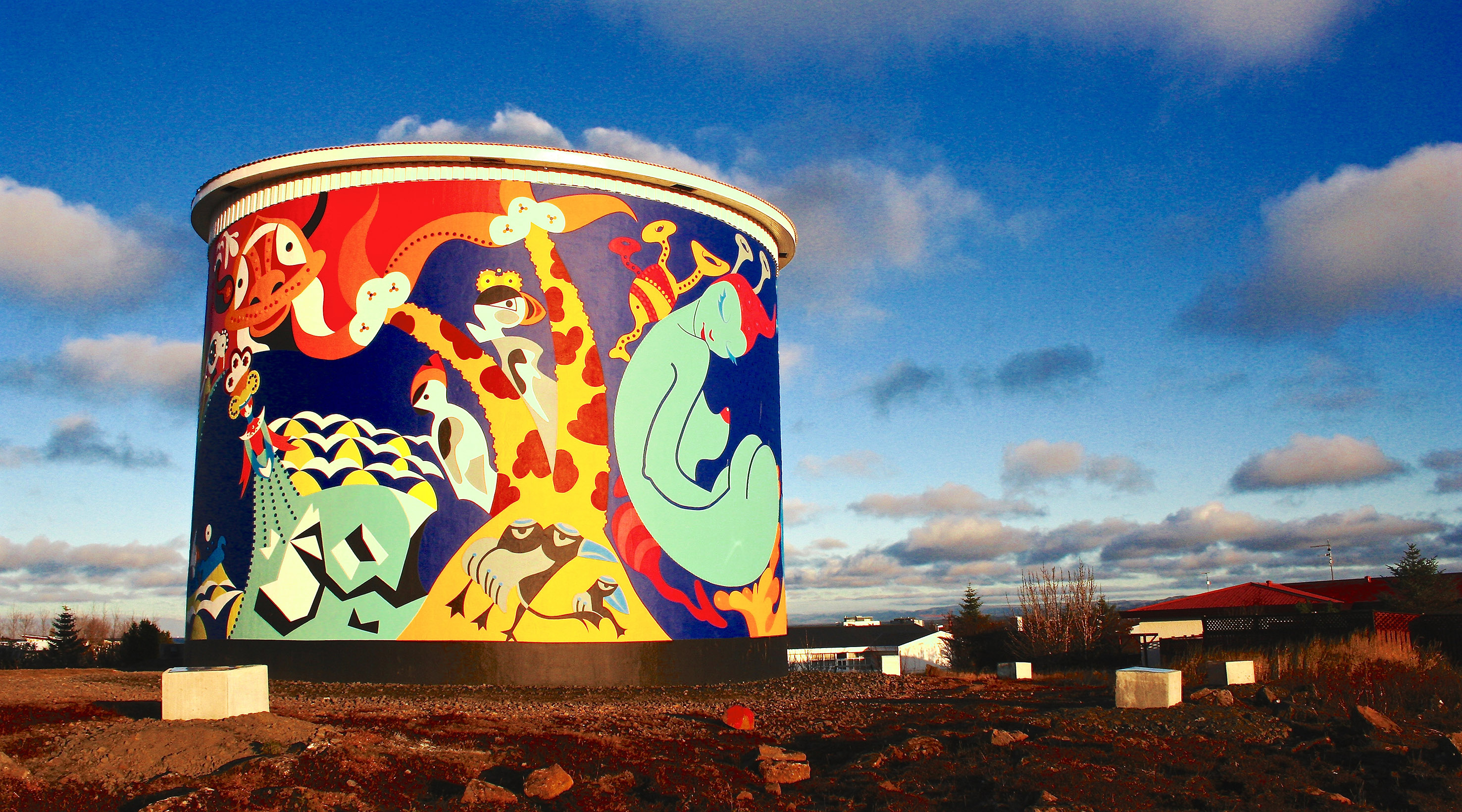
Uppspretta

- Vanaf 2018 heeft toyisme het werkveld verlegd naar China. In Beijing werd de eerste prijs gewonnen in een kunstcompetitie die werd ondersteund door de ambassade van het Koninkrijk der Nederlanden in Beijing.[19] Hierdoor heeft de beweging het kunstwerk What’s for Dinner mogen maken in het 798 Kunstdistrict in het Chaoyang District. Daarnaast heeft toyisme een community kunstproject gedaan in Hong Kong op een lagere school onder de naam Ark van Noach – De filosofie van het geloof.[20]

## Bibliografie

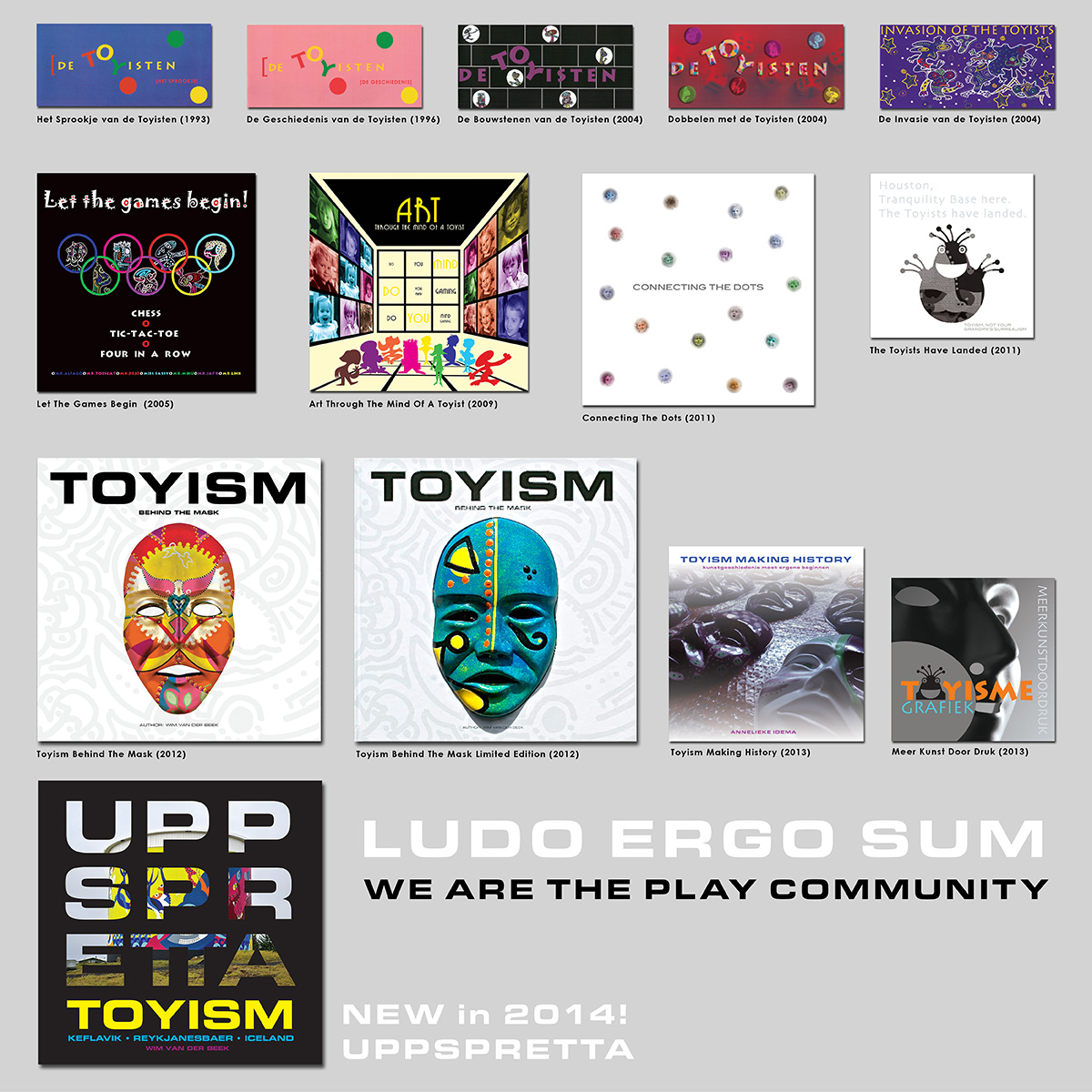
Publicaties van de toyisten